# Dummynation
Dummynation — геополітична відеогра від розробника Alejandro Hernàndez Ferrero.

## Ігровий процес
Як відомо сенс гри мати більше половини світового ВВП. У грі є чотири ідеології: Демократія, авторитаризм, теократія, фашизм.
У грі можна грати за усі країни світу. Також є чотири складності: Дуже легка, легка, Складна, Легендарна.

## Мови
Англійська, іспанська, китайська, російська,португальська,  німецька ,
японська,
французька,
турецька,
італійська,
польська,
індонезійська,
болгарська,
румунська,
арабська,
українська,
корейська,
гінді,
грецька,
грузинська,
норвезька,
перська,
тайська,